# Río Ibare
Der Río Ibare (oder Río Ibaré) ist ein rechter Zufluss des Río Mamoré in der bolivianischen Moxos-Ebene im Departamento Beni. 

## Verlauf
Der Ibare entspringt in einer Höhe von 195 m fünfzig Kilometer südsüdwestlich der Mittelstadt Ascención de Guarayos, die an der Nationalstraße Ruta 9 liegt. Er fließt in unzähligen Mäandern auf den ersten 500 Kilometern in nordwestlicher Richtung, auf den letzten knapp einhundert Kilometern weitgehend in nördlicher Richtung. Nach insgesamt 592 Kilometern mündet er zwanzig Kilometer nordwestlich der Stadt Trinidad in den Río Mamoré, 862 Kilometer bevor dieser sich flussabwärts mit dem Río Beni zum Rio Madeira vereinigt.
In seinem Verlauf wird der Río Ibare nur an zwei Stellen von Brücken überquert, und zwar von der Nationalstraße Ruta 3 bei Puerto Almacén nahe Trinidad und von einer Landstraße zwischen den Ortschaften Villa Alba und Loreto.